# Balassagyarmat polgármestereinek listája
Balassagyarmatnak 1848 óta vannak vezetői, kezdetben főbírók, majd 1923-tól, mikor megkapta a rendezett tanácsú város rangot, polgármesterek. 1950-től a polgármesteri szerepet leváltotta a tanácselnöki poszt, és így maradt rendszerváltásig, 1990-ig. 1990 óta az önkormányzati választásokon a város polgárai választják meg a polgármestert.

## Főbírók (1848–1923)
- Tajthy Imre (1818–1849)
- Fröhlich Vilmos (1849–1851)
- Alk Ádám (1851–1864)
- Paudler Lipót (1864–1866)
- Ráth János (1867–1870)
- Buriusz Mihály (1870–1886)
- Reményi Károly (1886–1896)
- Sipeki Balázs Ferenc (1896–1913)
- dr. Hermann Károly (1913–1918)
- Molnár János (1918–1923)

## Polgármesterek (1923–1950)
- Fayl Gyula (1923–1927)
- Horváth Sándor (1927–1939)
- dr. Vannay Béla (1939–1944)
- Farkas István (1944–1945)
- Boldizsár Pál (1945)
- dr. Vannay Béla (1945–1946)
- dr. Szentgyörgyi Károly (1946–1948)
- Márkusz Lajos (1948–1949)
- Kovács Pálya István (1950)

## Tanácselnökök (1950–1990)
| Név (Születés-Halál) | Név (Születés-Halál)          | Hivatali idő    | Hivatali idő | Párt                                 |
| Név (Születés-Halál) | Név (Születés-Halál)          | Hivatal kezdete | Hivatal vége | Párt                                 |
| -------------------- | ----------------------------- | --------------- | ------------ | ------------------------------------ |
|                      | Kovács Pálya István 1896–1984 | 1950            | 1953         | MDP                                  |
|                      | Badovszky Gyula               | 1953            | 1954         | MDP                                  |
|                      | Cuczor Lajos                  | 1954            | 1955         | MDP                                  |
|                      | Soós János                    | 1955            | 1955         | MDP                                  |
|                      | Kocsis József                 | 1955            | 1956         | MDP                                  |
|                      | Daróczi Gusztáv 1899–1979     | 1956            | 1956         | Ideiglenes Forradalmi Nemzeti Tanács |
|                      | Kemény János                  | 1956            | 1958         | MSZMP                                |
|                      | Sipos Lajos                   | 1956            | 1958         | MSZMP                                |
|                      | Czibulya István               | 1956            | 1958         | MSZMP                                |
|                      | Kocsis József                 | 1958            | 1967         | MSZMP                                |
|                      | Lombos Márton 1916–1988       | 1967            | 1977         | MSZMP                                |
|                      | Vass Miklós 1929–2013         | 1977            | 1984         | MSZMP                                |
|                      | Győri Sándor                  | 1984            | 1989         | MSZMP                                |
|                      | Zentai Csaba                  | 1989            | 1990         | MSZMP                                |

## Polgármesterek (1990 óta)
| Név (születés-halál) | Név (születés-halál)    | Kép                             | Hivatali idő    | Hivatali idő | Jelölő szervezet(ek) | Megjegyzések / források |
| Név (születés-halál) | Név (születés-halál)    | Kép                             | Hivatal kezdete | Hivatal vége | Jelölő szervezet(ek) | Megjegyzések / források |
| -------------------- | ----------------------- | ------------------------------- | --------------- | ------------ | -------------------- | ----------------------- |
|                      | dr. Németh György 1950– |                                 | 1990            | 1994         | SZDSZ                | [ 1 ]                   |
|                      | Juhász Péter 1954–      |                                 | 1994            | 2002         | Fidesz-FKgP-KDNP-MDF | [ 2 ]                   |
|                      | Juhász Péter 1954–      | Fidesz-FKgP-MDF-MDNP-KDNP-MKDSZ | 1994            | 2002         | [ 3 ]                |                         |
|                      | Lombos István 1947–     |                                 | 2002            | 2006         | MSZP-MSZDP           | [ 4 ]                   |
|                      | Medvácz Lajos 1951–     |                                 | 2006            | 2019         | Fidesz-KDNP-MDF      | [ 5 ]                   |
|                      | Medvácz Lajos 1951–     | Fidesz-KDNP                     | 2006            | 2019         | [ 6 ]                |                         |
|                      | Medvácz Lajos 1951–     | Fidesz-KDNP                     | 2006            | 2019         | [ 7 ]                |                         |
|                      | Csach Gábor 1969–       |                                 | 2019            |              | Fidesz-KDNP          | [ 8 ]                   |
|                      |                         |                                 |                 |              |                      |                         |